# Izvorul Călimanului
L’Izvorul Călimanului, ou Iezerul Căliman, ou Kelemen Izvor, est l'un des sommets des monts Călimani (en), dans les Carpates orientales, en Roumanie.
Dominant le sud de la vallée de la rivière Neagra (en), il culmine à 2 031 mètres d'altitude et se situe entre le village de Gura Haitii (ro) (județ de Suceava) et celui de Bilbor (județ de Harghita).
Selon Hans Corneel de Roos, c'est sur ce sommet que Bram Stoker aurait situé le château de Dracula.